# 조선왕조 오백년
《조선왕조 오백년》(朝鮮王朝 五百年)은 MBC에서 1983년 3월부터 1990년 12월까지 방영된 대하역사극 시리즈이다. 제목 그대로 조선왕조 519년의 역사를 그리고 있다.
큰 주제를 고정하고 내부 시리즈를 구성하는 시즌제를 채택하였으며, 따라서 아래의 제목은 단발성 에피소드의 제목이 아니라 각 시즌의 제목과 방송 기간을 나타낸 것이다.
배우진으로는 고정 출연 배우(예를 들면 김무생, 신충식, 이정길, 임현식, 현석, 한인수, 고두심 등)들이 시리즈마다 다른 배역으로 출연하기도 했으며 성우(김현직, 한규희, 김기현, 박일, 이인성 등)들도 대거 출연했다. 시리즈 해설은 추동궁 마마부터 남한산성까지는 양지운이, 인현왕후부터 파문까지는 유강진이, 마지막화인 대원군은 송두석이 맡았다. 아역을 제외하면 남자 배우는 최수종, 여자 배우는 최진실이 각각 막내였다.

## 시리즈 목록
| 시즌    | 제목          | 시대적 배경 (연대) | 시대적 배경 (연대) | 극본    | 연출                 | 방송 기간                          | 방송 횟수         |
| 시즌    | 제목          | 국왕               | 연도               | 극본    | 연출                 | 방송 기간                          | 방송 횟수         |
| ------- | ------------- | ------------------ | ------------------ | ------- | -------------------- | ---------------------------------- | ----------------- |
| 제1화   | 추동궁 마마   | 고려 우왕 ~ 태종   | 1380 ~ 1418년      | 신봉승  | 이병훈               | 1983년 3월 31일 ~ 1983년 7월 1일   | 27부작            |
| 제2화   | 뿌리깊은 나무 | 세종               | 1418 ~ 1450년      | 신봉승  | 이병훈               | 1983년 7월 8일 ~ 1983년 12월 12일  | 29부작(총 56회)   |
| 제3화   | 설중매        | 문종 ~ 연산군      | 1450 ~ 1505년      | 신봉승  | 이병훈               | 1984년 1월 9일 ~ 1985년 2월 26일   | 105부작(총 161회) |
| 제4화   | 풍란          | 중종 ~ 명종        | 1506 ~ 1566년      | 신봉승  | 이병훈               | 1985년 3월 11일 ~ 1985년 10월 8일  | 58부작(총 219회)  |
| 제5화   | 임진왜란      | 선조               | 1590 ~ 1598년      | 신봉승  | 이병훈 유길촌        | 1985년 10월 14일 ~ 1986년 4월 15일 | 54부작(총 273회)  |
| 제6화   | 회천문        | 선조 ~ 인조        | 1602 ~ 1624년      | 신봉승  | 김종학               | 1986년 4월 28일 ~ 1986년 10월 28일 | 50부작(총 323회)  |
| 제7화   | 남한산성      | 인조               | 1624 ~ 1645년      | 신봉승  | 김종학 유길촌 장수봉 | 1986년 11월 3일 ~ 1987년 1월 27일  | 22부작(총 345회)  |
| 제8화   | 인현왕후      | 숙종               | 1675 ~ 1701년      | 신봉승  | 이병훈               | 1988년 1월 13일 ~ 1988년 10월 13일 | 71부작(총 416회)  |
| 제9화   | 한중록        | 영조               | 1724 ~ 1773년      | 신봉승  | 이병훈               | 1988년 10월 19일 ~ 1989년 6월 1일  | 62부작(총 478회)  |
| 제10화  | 파문          | 정조 ~ 순조        | 1774 ~ 1801년      | 신봉승  | 이병훈               | 1989년 6월 7일 ~ 1989년 9월 13일   | 28부작(총 506회)  |
| 제11화  | 대원군        | 철종 ~ 고종        | 1861 ~ 1897년      | 신봉승  | 이병훈               | 1990년 5월 6일 ~ 1990년 12월 23일  | 32부작(총 538회)  |
| 총 횟수 | 총 횟수       | 총 횟수            | 총 횟수            | 총 횟수 | 총 횟수              | 총 횟수                            | 538부작           |